# Мартиросян, Размик Мартиросович
Размик Мартиросович Мартирося́н (арм. Ռազմիկ Մարտիրոսյան, род. 24 мая 1959, Арарат, Вединский район) — армянский государственный деятель.
- 1976—1981 — Ереванский государственный университет. Историк, учитель истории и обществоведения.
- 1981—1984 — работал учителем, заместителем директора в средней школе с. Воскетап Араратского района.
- 1984—1985 — инструктор Араратского райкома ЛКСМА.
- 1985—1987 — служил в советской армии.
- 1987—1988 — был заместителем директора школы села Арарат.
- 1988—1993 — директор средней школы села Ехегнаван.
- 1993—1995 — депутат Верховного совета Армянской ССР. Член постоянной комиссии по вопросам местного самоуправления.
- 1995—1999 — был депутатом парламента. Председатель постоянной комиссии по обороне, национальной безопасности и внутренним делам. Член фракции «Республика».
- 30 мая 1999 — вновь избран депутатом парламента.
- 1999—2003 — первый заместитель министра, а затем министр труда и социального обеспечения Армении.
- 2003—2007 — был депутатом парламента. Член постоянной комиссии по внешним сношениям. Член «РПА».